# 楠木正顕
楠木 正顕（くすのき まさあき）は南北朝時代末期および室町時代前期の武将。初名は正盛（まさもり）。楠木正成の孫正勝の嫡子。伊勢国司北畠家の家臣。伊勢楠木氏の祖。子は正重、正理、正威。

## 生涯

### 前半生
天授3年/永和3年（1377年）、南北朝時代の武将楠木正勝（楠木正成の孫）と、紀氏当主紀俊文の娘の間に産まれる（『全休庵楠系図』）。幼名は多聞丸、長じて正盛と名乗った（『全休庵楠系図』）。また、幼名を萩王、のちに正尭と称した弟がいる（『全休庵楠系図』）。
誕生した当時、楠木氏は北朝側についた惣領で祖父の楠木正儀と、南朝側にとどまった一部の宗族で割れていた。しかし、弘和2年/永徳2年（1382年）、数え6歳のときに祖父正儀が南朝に帰参したことで楠木氏内の対立は解消し、その後6-7年の間に祖父が死去して父の正勝が惣領となった。元中9年/明徳3年閏10月5日（1392年11月19日）、数え16歳のとき、亡き祖父・正儀が進めてきた和平交渉が功を奏して南北朝合一（明徳の和約）。南朝最後の帝後亀山天皇の入京時に供をした武士の中に、7人の楠木党の武士および楠木同族の河内和田氏の武士1人が含まれていたことが知られている（宮内庁書陵部『南山御出次第』）。
ところが、父の正勝は徹底抗戦の道を選び、北朝側には合流しなかった。応永6年（1399年）の応永の乱にて、父ら一族と共に、幕府に反乱した大内義弘方に参戦（『全休庵楠系図』）。堺に三ヶ月の篭城の末に敗北。北畠家重臣鹿伏兎氏（かぶとし）の伝承では、幕府方として参戦していた北畠顕泰が鹿伏兎孫太郎忠賀に命じ、楠木氏を幕軍に変装させて城内から救出したと言い伝えられている（『鹿伏兎記』『鹿伏家楠氏詳伝』『邑戦異闘家記系図』）。河内国大伴邑（現在の大阪府富田林市大伴地区）まで逃れたところ、父正勝は戦傷が悪化し、応永7年1月5日（1400年1月31日）に死去（『全休庵楠系図』）。
父を林中に埋葬した後、弟の正尭は丹波国（現在の京都府中央部から兵庫県東部）へ、自分は北畠氏の本国である伊勢国鈴鹿郡鹿伏兎谷平之沢（現在の三重県亀山市加太市場、あるいは亀山市関町金場）へ逃れた。以後正盛（のち正顕）の系統は、伊勢楠木氏としてこの地に根付いた。

### 伊勢楠木氏初代当主として
伊勢に移って後、正重、正理、正威ら三子を儲けた。
南朝崩壊後も、楠木氏と旧南朝皇族は繋がりがあったらしい。応永14年（1407年）4月17日には、旧南朝皇子で臨済宗の禅僧海門承朝が、13年前に崩御した父・長慶天皇の遺命として、内山光賢という僧を、楠木氏の菩提寺観心寺の座主職に任じている（大日本史古文書『観心寺文書』146号）。
応永17年（1410年）11月、京都での経済的窮乏に直面した後亀山天皇が、旧南朝の本拠地吉野に逃れる。
応永19年（1412年）10月、伊勢の楠（くす）城（現在の三重県四日市市楠町）の城主、中島氏（伊勢諏訪氏）が北畠家に背いて除封され、替わって中島氏の養嗣子となっていた三男の正威が楠城城主となったが、正威はまだ数え5歳という子供だったため、実父の正盛（正顕）が応永31年（1424年）まで楠城の城代を務めた（『（旧）楠町史』所収版の『全休庵楠系図』）。
応永22年（1415年）春、幕府の旧南朝皇族への扱いを不服とした伊勢国司北畠満雅（顕泰の長男）が反乱を起こす。同年7月ごろ、満雅に呼応して楠木氏と同族河内和田氏も決起し、大和国宇智郡河内（現在の奈良県五條市 西河内町？）に進軍して家々を焼き払うが、畠山氏の軍に敗北し、首級4つが桂川で見せしめにされる（『満済准后日記』応永22年7月24日条および大和興福寺関係文書『寺門事条々聞書』）。同年10月、北畠家と幕府が和睦し、翌23年9月には後亀山院も京都嵯峨に帰還する。
あるとき、北畠家の大河内顕雅（伊勢国司満雅の弟）から偏諱を受け、正盛から正顕へ改名した（『全休庵楠系図』）。いつごろかは不明だが、正長元年（1428年）12月21日に満雅が死去し、顕雅が甥の幼当主北畠教具を補佐して実質上の北畠家当主となっていた時期が候補として考えられる。偏諱は普通、一つ目の文字に使用すべきところ、二つ目の文字に使用しているのがやや不可解である。
永享元年（1429年）9月、南都に潜伏していた一族の楠木五郎左衛門尉光正が、将軍足利義政（同月22日に南都参詣する予定だった）への暗殺を計画していたとして逮捕され、18日に京都へ送られる。24日、六条河原で斬首。このとき辞世の句として漢詩と和歌3首
- なが月や すゑ野のむらの 草の上に 身のよそならで きゆる露かな
- 我のみか 誰が秋の世も すゑの露 もとのしづくの かかるためしは
- 夢のうち 都の秋の はては見つ こころは西に ありあけの月

を書き記し、天下の美談となった、と伏見宮貞成親王は評している（『看聞日記』永享元年9月条）。
永享9年（1437年）7月11日、大覚寺門主義昭（3代将軍義満の子）が逐電し、行方不明になる。同年8月初頭、一族の武将が河内国森口城（現在の大阪府守口市）を攻め落として立てこもったが、義昭の逐電と何か関係した動きだったのではないかと言われている。8月3月、森口城を占拠していた楠木兄弟が討死し、この時は光正の時とは違い、「朝敵悉滅亡天下大慶、珍重無極、公方御悦喜、御快然」と伏見宮貞成親王たちからその死を喜ばれて酒宴が開かれている（『看聞日記』『薩戒記』）。余談だが、伏見宮貞成親王は永享元年（1429年）には「くすのき」を「楠木」と書くのに、永享9年（1437年）には「楠」と書いており、『太平記』などに影響されて漢字表記が変化していく過程を読み取ることができる。
永享10年（1438年）11月死去（『全休庵楠系図』）。当主の地位を、桑名の村正に師事し刀工となっていた長子正重が継いだ（『全休庵楠系図』）。